# 17880 Vanessaparker
17880 Vanessaparker è un asteroide della fascia principale. Scoperto nel 1999, presenta un'orbita caratterizzata da un semiasse maggiore pari a 3,036770 UA e da un'eccentricità di 0,099322, inclinata di 8,721163° rispetto all'eclittica. Ha un diametro di 6,708 km.